# Michael Manning
Michael Manning (født i Queens, New York) er en amerikansk tegner, kendt for en lang række tegneseriealbum med futuristiske universer og fetich-prægede BDSM-optrin. Hans kunst er præget af hans oprindelige uddannelse som animator samt indflydelse fra japansk animation. De fleste af hans motiver er udført i sort-hvid og kredser om emner såsom bondage, zoofili, tvekønnethed og mytologiske væsner.